# حمار بري نوبي
الحمار البري النوبي هو نوع فرعي من الحمار البري الإفريقي وواحد من عائلة الحمار المحلي، وُطن هذا الحمار منذ حوالي 6000 سنة، من المفترض أنه انقرض ولكن يشتبه وجود مجموعتين منه في جزيرة بونير الكاريبية وفي جبل علبة.

## الوصف
للحمار البري النوبي آذان أطول من الحمار البري الصومالي، يتراوح طولها بين 182-245 ملم، أرجلها غير مخطط عكس الحمار البري الصومالي.

## الموطن والتوزيع
عاشت الحمير النوبية البرية في الصحراء النوبية في شمال شرق السودان، من شرق نهر النيل إلى البحر الأحمر وجنوبًا إلى نهر عطبرة وشمال إريتريا.

## الانقراض
لم يُر الحمار النوبي البري منذ الخمسينيات والسبعينيات من القرن الماضي ويُفترض أنه انقرض، آخر مشاهدة للحمير البرية كانت في السبعينات في وادي بركة في إريتريا وشاهده ركاب رحلات جوية عبرت حدود إريتريا والسودان. يمكن أن يُعزى انقراض الحمار البري النوبي إلى الصيد والتنافس مع الماشية على موارد الصحراء المحدودة والتهجين مع الحمير الداجنة.